# Żelice (Kępice)
Żelice (deutsch Seelitz, früher auch Derselitz) ist ein Dorf in der Landgemeinde Kępice (Hammermühle) im Powiat Słupski  (Stolper Kreis) der polnischen Woiwodschaft Pommern.

## Geographische Lage
Das Dorf liegt in Hinterpommern, links von der Wipper (poln. Wieprza), etwa 23 Kilometer nördlich von Miastko (Rummelsburg i. Pom.), elf Kilometer westnordwestlich des Kirchdorfs Trzebielino (Treblin) und vier Kilometer südöstlich des Dorfs Kępice (Hammermühle).

## Geschichte

Seelitz, nördlich von Rummelsburg und südöstlich des Dorfs Hammermühle, auf einer Landkarte von 1915

Das ehemalige Gut Seelitz, ein altes Massowsches Lehen, wurde schon 1517 als Besitz dieser Familie erwähnt. Um 1782 besaßen es die Erben des Hauptmanns Carl August von Massow.
Laut Vasallen-Tabelle befand sich um 1804 der 34 Jahre alte Ernst August Wilhelm von Massow, Lieutenant a. D., im Besitz des Guts Seelitz mit dem Prillwitzkaten. Um 1862 befand sich das inzwischen allodifizierte Rittergut Seelitz im Besitz eines Herrn Schulz, der es 1853 für 30.000 Taler gekauft hatte.
Um 1884 besaß das Rittergut Seelitz mit Branntweinbrennerei Reichskanler Otto von Bismarck, dem es auch noch 1892 gehörte. Das Gut Seelitz blieb bis 1945 im Besitz der Familie Bismarck.
Am 1. Dezember 1913 wurden auf der 117,5 Hektar großen Gemarkungsfläche der Landgemeinde Seelitz 22 viehhaltende Haushaltungen gezählt und in dem 1191,5 Hektar umfassenden Gutsbezirk Seelitz 46 viehhaltende Haushaltungen.
Am 1. April 1927 hatte der Gutsbezirk Seelitz eine Flächengröße von 1191 Hektar und 55 Ar, und am 16. Juni 1925 hatte der Gutsbezirk 263 Einwohner. Am 30. September 1928 wurde der größte Teil des Gutsbezirks Seelitz in die Landgemeinde Seelitz eingegliedert, der Rest in die Landgemeinde Hammermühle.
Anfang der 1930er Jahre hatte die Landgemeinde Seelitz eine Flächengröße von 13,2 km². Innerhalb der Gemeindegrenzen standen insgesamt 28 bewohnte Wohnhäuser an drei verschiedenen Wohnstätten:
- Nackelhof
- Seelitz
- Seelitzer Mühle

Um 1935 gab es im Dorf Seelitz unter anderem einen Gasthof, einen Gemischtwarenladen und eine Schmiede.
Die Landgemeinde Seelitz gehörte im Jahr 1945 zum Landkreis Rummelsburg im Regierungsbezirk Köslin der preußischen Provinz Pommern des Deutschen Reichs und war dem Amtsbezirk Varzin zugeordnet. Das Standesamt befand sich in Bartin.
Gegen Ende des Zweiten Weltkriegs wurde Seelitz Anfang März 1945 von der Roten Armee besetzt.
Anschließend wurde Seelitz zusammen mit ganz Hinterpommern von der Sowjetunion der Volksrepublik Polen zur Verwaltung überlassen. In der Folgezeit wurde die einheimische Bevölkerung von der polnischen Administration aus Seelitz vertrieben. Der Ortsname Seelitz wurde zu „Żelice“ polonisiert.

### Demographie
| Jahr | Einwohner | Anmerkungen |
| ---- | --------- | --- |
| 1782 | –         | adliges Gut mit einem Vorwerk, einer Wassermühle, vier Bauernhöfen, vier Kossäten, auf der Feldmark des Dorfs dem Vorwerk Nackel und dem Prillwitzkaten, zehn Feuerstellen (Haushaltungen), Holzung und Fischerei, zu Bartin in der Schlaweschen Synode eingepfarrt |
| 1818 | 103       | Dorf (94 Einwohner) und Mühle (neun Einwohner), adlige Besitzungen, zum Kirchspiel Bartin gehörig |
| 1825 | 116       | Seelitz oder Derselitz, mit den Vorwerken Nackel und Kuhpächterei sowie einer Wassermühle |
| 1852 | 279       | Dorf |
| 1864 | 332       | am 3. Dezember, davon 71 im Gemeindebezirk mit einem Flächeninhalt von 463,66 Morgen sowie 261 im Gutsbezirk mit einem Flächeninhalt von 4640,43 Morgen |
| 1867 | 329       | am 3. Dezember, davon 72 in der Landgemeinde und 257 im Gutsbezirk |
| 1871 | 359       | am 1. Dezember, davon 78 (sämtlich Evangelische) in der Landgemeinde und 281 (sämtlich Evangelische) im Gutsbezirk |
| 1885 | 325       | am 1. Dezember, davon 106 (sämtlich Evangelische) im Gemeindebezirk mit einem Flächenihalt von 118 Hektar sowie 219 (sämtlich Evangelische) im Gutsbezirk mit einem Flächeninhalt von 1162 Hektar.                                                                  |
| 1895 | 398       | am 2. Dezember, davon 113 (sämtlich Evangelische) im Gemeindebezirk mit einem Flächeninhalt von 117,6 Hektar und 285 (284 Evangelische, ein Katholik) im Gutsbezirk mit einem Flächeninhalt von 1191,6 Hektar                                                       |
| 1910 | 364       | am 1. Dezember, davon 106 im Dorf und 258 im Gutsbezirk |
| 1925 | 369       | sämtlich Evangelische |
| 1933 | 291       | [ 21 ] |
| 1939 | 258       | [ 21 ] |

## Kirche

### Kirchspiel bis 1945
Die vor 1945 in Seelitz anwesenden Dorfbewohner waren größtenteils evangelischer Konfession. Die evangelischen Einwohner gehörten zum evangelischen Kirchspiel Bartin im Kirchenkreis Schlawe in der Kirchenprovinz Pommern der Evangelischen Kirche der Altpreußischen Union.
Ds katholische Kirchspiel war in Rummelsburg i. Pom.

### Kirchspiel seit 1946
Die seit 1945 und Vertreibung der Einheimischen hier lebende polnische Dorfbevölkerung ist größtenteils römisch-katholisch und gehört der Römisch-katholischen Kirche in Polen an.
Hier lebenden evangelische Kirchenglieder werden von der Evangelisch-Augsburgischen Kirche in Polen betreut. Das zuständige Pfarramt ist das der Kreuzkirche in Słupsk (Stolp).